# 蘑菇峪镇
蘑菇峪镇，原为蘑菇峪乡，是中华人民共和国河北省承德市兴隆县下辖的一个乡镇级行政单位。2018年12月撤乡设镇。区划代码改为130822113。

## 行政区划
蘑菇峪镇下辖以下地区：
张杖子村、孙杖子村、门子哨村、城墙峪村、王宝石村、河南大峪村、大东峪村、双塘子村、李杖子村、宋杖子村、菜园子村、蘑菇峪村、梓木林子村、曹台子村、大西峪村、宽甸村、关门岭村、成功村、天明村、解放村、二道岭子村和三道梁子村。